# فرودگاه وولدریج اگستریپ
فرودگاه وولدریج اگستریپ  (به انگلیسی: Wooldridge Agstrip) یک فرودگاه خصوصی است که یک باند فرود چمن دارد و طول باند آن ۵۵۵ متر است. این فرودگاه در کشور ایالات متحده آمریکا قرار دارد و در ارتفاع ۶۲ متری از سطح دریا واقع شده است.